# Dečani
Dečani (alb. Deçani) je gradić na zapadnom dijelu Kosova, u metohijskoj kotlini, smješten sjeverno od Đakovice.
Poznato je po zadužbini srpskih vladara, pravoslavnom samostanu Visoki Dečani.

## Stanovnštvo
- 2006. godina ukupno 50.500 stanovnika

- Albanaca : 50.000

- Srba : 20

- Egipćana : 389

- Roma : 24

- Aškaljia : 10

- Bošnjaka : 51

## Poveznice
- Manastir Dečani

## Vanjske poveznice
- Službena stranica (alb.)